# HD 39385
HD 39385，又名BD-22 1246，SAO 170931、HR 2036，是一颗恒星，视星等为6.17，位于銀經227.91，銀緯-22.93，其B1900.0坐标为赤經5h 47m 17.8s，赤緯-22° -22.93′ 5″。